# La Bayamesa

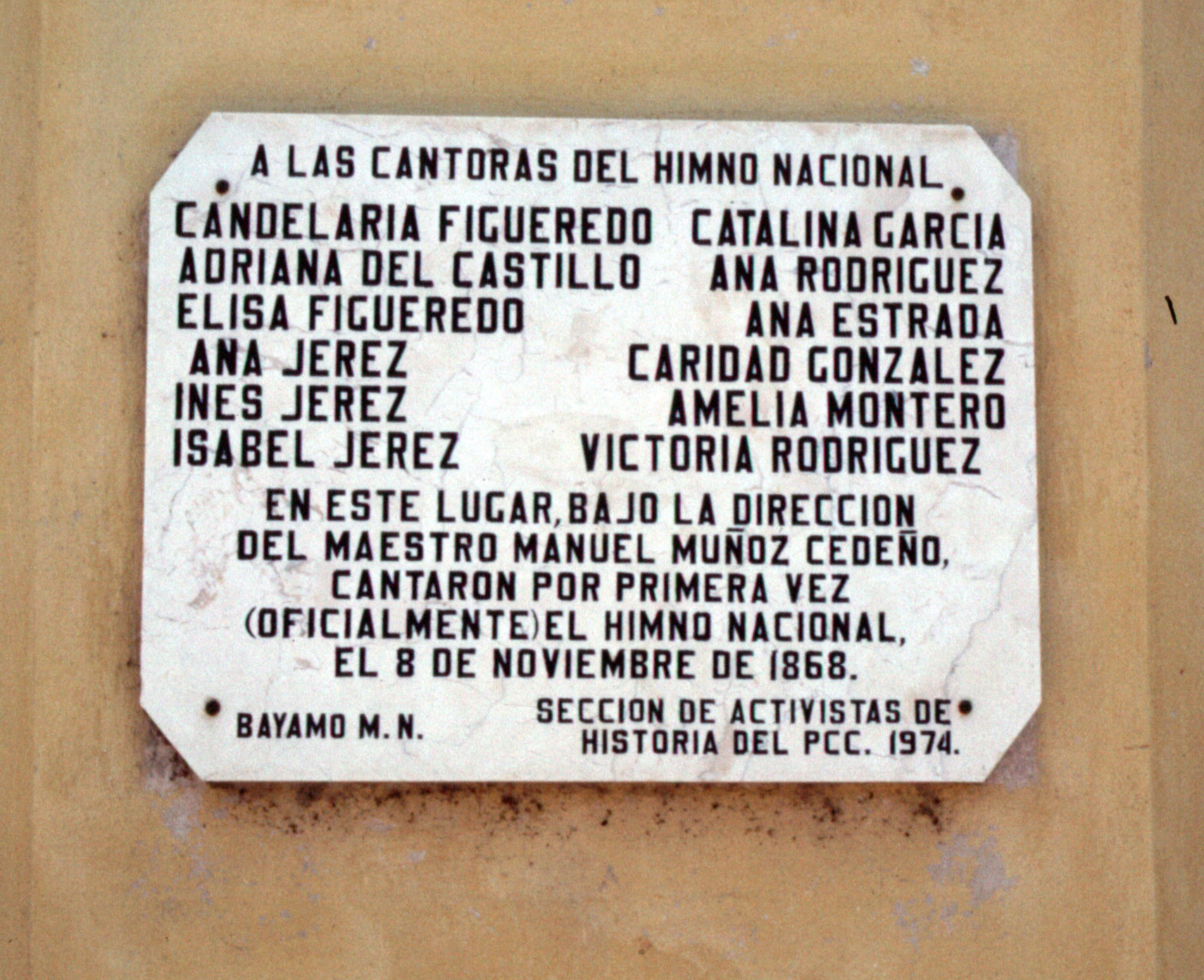
Plaquette in Bayamo die eraan herinnert dat hier voor het eerst het Cubaanse volkslied geklonken heeft

La Bayamesa (Het Bayamo Lied) is het volkslied van Cuba. Het werd voor het eerst uitgevoerd tijdens de Slag om Bayamo in 1868. Pedro Figueredo, die aan de slag deelnam, schreef en componeerde het lied. Figueredo werd gevangengenomen door de Spanjaarden, en werd twee jaar later geëxecuteerd. Alleen de eerste twee coupletten (stanza's) worden gebruikt sinds het lied als volkslied van Cuba werd geadopteerd in 1902. De laatste vier coupletten, drie tot en met zes, zijn verwijderd omdat het de trots van de Spanjaarden aantastte, en werd behouden na de communistische revolutie van 1959.

## Spaanse tekst
1.

Al combate, corred, bayameses, 

Que la Patria os contempla orgullosa;

No temáis una muerte gloriosa,

Que morir por la Patria es vivir.
2.

En cadenas vivir, es vivir

En afrenta y oprobio sumido;

Del clarín escuchad  el sonido;

¡A las armas, valientes, corred!
3.(verwijderd)

No temáis; los feroces íberos

son cobardes cual todo tirano

no resisten al bravo cubano;

para siempre su imperio cayó.
4.(verwijderd)

¡Cuba libre! Ya España murió,

su poder y su orgullo ¿do es ido?

¡Del clarín escuchad el sonido

¡¡a las armas!!, valientes, corred!
5.(verwijderd)

Contemplad nuestras huestes triunfantes

contempladlos a ellos caídos,

por cobardes huyeron vencidos:

por valientes, sabemos triunfar!
6.(verwijderd)

¡Cuba libre! podemos gritar

del cañón al terrible estampido.

¡Del clarín escuchad el sonido,

¡¡a las armas!!, valientes, corred!

## Vertaling
1.

Ten aanval, ren, mannen van Bayamo,

Want het thuisland kijkt trots naar jullie 

Heb geen angst voor een glorieuze dood

Want om te sneuvelen voor het land is om te leven.
2.

Te leven in ketenen

is om te leven in oneer en schande

Hoor de trompetten roepen
 
Te wapen, helden, ren!